# Madness
Madness – zespół brytyjski, grający ska, reprezentant sceny 2 Tone (obok The Specials, The Selecter, The Beat, Bad Manners, The Bodysnatchers). Odmienność Madness od innych grup tego gatunku z tego okresu polegała na tym, iż tworzyli go wyłącznie biali muzycy, przez co niesłusznie kojarzeni byli z ruchami rasistowskimi. W późniejszym okresie grupa odeszła od ska i kierowała się ku pop-rockowi, zachowując jednak rozpoznawalne brzmienie.

## Historia

### 1976 – 1992
Zespół został założony przez Mike'a (Monsieur Barso) Barsona (klawisze, wokal), Chrisa (Chrissy Boy) Foremana (gitara) oraz Lee (Kix) Thompsona (saksofon, wokal) w 1976 w Londynie jako The Invaders (The North London Invaders). Po ustabilizowaniu się składu (z Suggsem (wokal), Markiem (Bedders) Bedfordem (bas), Cathalem (Chas Smash) Smythem i Danem (Woody) Woodgatem (perkusja) zespół zmienił nazwę na Madness (od tytułu jednego z utworów Prince'a Bustera, który wykonywali). Pierwszy singiel The Prince wydali w kwietniu 1979 w 2 Tone Records (jest to hołd dla Prince'a Bustera, jamajskiego klasyka muzyki ska). W listopadzie tego samego roku wyszedł debiutancki album grupy One Step Beyond... dla Stiff Rec. Płytę promowały single One Step Beyond... (piosenka będącą coverem utworu Bustera) oraz My Girl która zajęła drugą pozycję na brytyjskiej liście przebojów. Jest to w całości album ska. Kontynuacją brzmienia z pierwszej płyt był album Absolutely. Single Baggy Trousers, Embarrassmen i The Return of the Los Palmas 7 zajęły kolejno 3., 4. i 7. pozycję w zestawieniu brytyjskiej listy przebojów, a oba albumy doszły do pozycji drugiej. Ten okres w działalności zespołu pokazuje film dokumentalny Dance Craze (1981) będący zapisem filmowym trasy z 1980 zorganizowanej przez 2 Tone Rec. (razem z The Specials, Bad Manners, The Selecter, The Beat i The Bodysnatchers).
Od 1979 i wydania singla One Step Beyond... przez następne pięć lat 14 utworów Madness znalazło się w pierwszej dziesiątce brytyjskiej listy przebojów. Ukoronowaniem sukcesu była pierwsza pozycja utworu House Of Fun na brytyjskiej liście przebojów w 1982.
Po odejściu w 1984 Mike'a Barsona, odpowiedzialnego za dużą część hitów, zespół nagrał jeszcze jeden album Mad Not Mad, ale po dwóch latach formacja rozpadła się. Dan Woodgate od 1986 grał w zespole Voice of the Beehive, z którym nagrał trzy albumy: Let It Bee (1988), Honey Lingers (1991) oraz Sex & Misery (1995). W 1988 Suggs, Carl Smyth, Lee Thompson i Chris Foreman wydali jako The Madness album pod tym samym tytułem, ale nie cieszył się on zainteresowaniem fanów i wkrótce zespół znów zawiesił działalność. W 1990 Lee Thompson i Chris Foreman utworzyli projekt The Nutty Boys, który wydał album Crunch! (1990) oraz ep-kę It's OK, I'm a Policeman (1992).

### Od 1992
W 1992 zespół reaktywował się w oryginalnym, siedmioosobowym składzie, by zagrać koncert w londyńskim Finsbury Park. Wydarzenie to, nazwane Madstock, zyskało tak dużą popularność, iż kolejna edycja odbyła się w 2009. Pierwszy koncert z tego cyklu udokumentowany został albumem Madstock!. W 1995 Suggs nagrał solową płytę The Lone Ranger, w pracy nad którą pomagali mu Mike Barson i Carl Smyth. Album ten odniósł spory sukces komercyjny, co zaowocowało nagraniem kolejnej solowej płyty przez Suggsa – The Three Pyramids Club (1998). W 1999 Madness wrócili do studia, by nagrać pierwszy album od 14 lat – Wonderful. W dwóch piosenkach na tej płycie gościnnie wystąpił przyjaciel zespołu Ian Dury.
W 2002 w Londynie został wystawiony musical pod tytułem Our House oparty na piosenkach zespołu. W 2004 grupa zagrała serię koncertów, jako The Dangermen, czego efektem stało się wydanie płyty The Dangermen Sessions vol. 1, na której znalazły się wyłącznie covery, głównie artystów ska i reggae, takich jak Desmond Dekker, Lord Tanamo, Prince Buster czy Max Romeo. Wkrótce po nagraniu albumu odszedł Foreman, ale wrócił do zespołu rok później. W 2007 nagrali singiel Sorry który zajął pierwszą pozycję na brytyjskiej liście niezależnej (UK Indie Chart.). W maju 2009 grupa nagrała premierowy album The Liberty of Norton Folgate z zupełnie nowym autorskim materiałem. Zespół wystąpił w Polsce 4 lipca 2009 na Open’er Festival w Gdyni. 12 sierpnia 2012 wystąpił w uroczystości zakończenia Igrzysk Olimpijskich w Londynie. W grudniu 2012 w Ambasadzie RP w Londynie członkowie zespołu odebrali Medale Wdzięczności Europejskiego Centrum Solidarności, przyznane w dowód uznania dla wsparcia polskiej opozycji. Występujący w 1984 w Polsce zespół przekazał honoraria podziemnym strukturom związku „Solidarność”.

## Skład
- Graham "Suggs" McPherson (od 1978) – śpiew
- Chris "Chrissie Boy" Foreman (1976–2005, od 2006) – gitara
- Mark "Bedders" Bedford ((1978–1986, 1992–2009, 2012, od 2013) – gitara basowa
- Mike "Monsieur Barso" Barson (1976–1984, od 1992) – instrumenty klawiszowe
- Lee "Kix" Thompson (1976–1977, 1978, od 1979) – saksofon
- Dan "Woody" Woodgate (od 1978) – perkusja
- Cathal "Chas Smash" Smyth (1976–1977, 1979–1986, 1992–2014) – wokal, trąbka, gitara basowa
- Graham Bush (2009) – gitara basowa
- Gavin Rogers (1978) – gitara basowa
- Lucinda Garland (1978) – saksofon
- John Hasler (1977–1978) – perkusja, wokal
- Garry Dovey (1978) – perkusja
- Terry Disley (1986) – instrumenty klawiszowe
- Seamus Beaghan (1986) – instrumenty klawiszowe
- Steve Nieve (1984–1986) – instrumenty klawiszowe
- Kevin Burdette (2004–2006) – gitara

## Dyskografia

### Albumy studyjne
- One Step Beyond... (1979) UK # 2
- Absolutely (1980) UK # 2
- 7 (1981) UK # 5
- The Rise and Fall (1982) UK # 10
- Keep Moving (1984) UK # 6
- Mad Not Mad (1985) UK # 16
- Wonderful (1999) UK # 17
- The Dangermen Sessions Vol. 1 (2005) UK # 11
- The Liberty of Norton Folgate (2009) UK # 5
- Oui Oui Si Si Ja Ja Da Da (2012) UK # 10
- Can't Touch Us Now (2016) UK # 5

### Kompilacje
- Complete Madness (1982) UK # 1
- Utter Madness (1986) UK # 29
- It's... Madness (1990)
- It's... Madness Too (1991)
- Divine Madness (1992) UK # 1
- The Business - The Definitive Singles Collection (1993)
- Total Madness - The Very Best Of Madness (1997)
- The Heavy Heavy Hits (1998) UK # 19
- The Lot (Box Set: First 6 studio albums) (1999)
- Our House - The Original Songs (2002)
- The Singles Box: Vol. 1 (2003)
- The Singles Box: Vol. 2 (2003)
- 20TH Century Masters - The Best Of Madness (2003)
- Total Madness (2009) UK # 11
- Ultimate Madness (2010)
- Forever Young: The Ska Collection (2012)

### Albumy koncertowe
- Madstock! (1992)
- Doing up the Madhouse – Live in USA 1983 (1992)
- Universal Madness – Live in Los Angeles 1998 (1999)
- Madness Live – To the Edge of the Universe & Beyond (2006)
- On Stage – Bournemouth (2006)
- On Stage – Brighton (2006)
- On Stage – Glasgow (2006)
- On Stage – London (2006)
- On Stage – Manchester (2006)
- On Stage – Newcastle (2006)
- Hackney Empire 24th June 2008 (2008)
- Live in Germany 1981 (2012)

## Wideo
- Take It Or Leave It (1981)
- House of Fun (1982)
- Complete Madness (1992)
- Divine Madness (1992)
- Madstock! (1992)
- Live in Germany 1981 - DVD (2012)